# Station F
Station F és un campus d'iniciatives, inaugurat el 29 de juny de 2017, repartit en 34.000 metres quadrats i situat a l'Halle Freyssinet, a París. Va ser creat per Xavier Niel i està dirigit per Roxanne Varza. És el campus d'inici més gran del món.
El campus de Station F té una superfície de 34.000 metres quadrats i acull una àrea d'inici de més de 3.000 estacions de treball, un mercat, 26 programes d'acceleració i suport internacional, espais d'esdeveniments i diversos llocs per menjar. L'edifici compta amb espais de reunions, un restaurant, tres bars i un auditori amb 370 places. A la incubadora també hi ha presents serveis essencials per al funcionament de les startups: fons d'inversió, fab lab, impressores 3D i serveis públics.
El campus és soci de diferents escoles, com HEC Paris, la millor escola de negocis europea.